# Otar Eranosian
Otar Eranosian (en georgiano: ოთარ ერანოსიან; Ajalkalaki, 20 de agosto de 1993) es un deportista georgiano que compite en boxeo.
Ganó una medalla de bronce en el Campeonato Mundial de Boxeo Aficionado de 2017 y una medalla de plata en el Campeonato Europeo de Boxeo Aficionado de 2015. En los Juegos Europeos de Minsk 2019 obtuvo una medalla de bronce en la categoría de 60 kg.
En agosto de 2020 disputó su primera pelea como profesional. En su carrera profesional tuvo en total 14 combates, con un registro de 14 victorias y 0 derrotas.

## Palmarés internacional
| Campeonato Mundial | Campeonato Mundial  | Campeonato Mundial | Campeonato Mundial |
| Año                | Lugar               | Medalla            | Categoría          |
| ------------------ | ------------------- | ------------------ | ------------------ |
| 2017               | Hamburgo (Alemania) | Medalla de bronce  | 60 kg              |
| Juegos Europeos    |                     |                    |                    |
| Año                | Lugar               | Medalla            | Categoría          |
| 2019               | Minsk (Bielorrusia) | Medalla de bronce  | 60 kg              |
| Campeonato Europeo |                     |                    |                    |
| Año                | Lugar               | Medalla            | Categoría          |
| 2015               | Samokov (Bulgaria)  | Medalla de plata   | 60 kg              |